# Жуков, Василий Иванович
Васи́лий Ива́нович Жу́ков (род. 1 апреля 1947, с. Верхнесмородино, Поныровский район, Курская область, РСФСР, СССР) — советский и российский историк и социолог. Организатор и ректор (до 2012 года) Российского государственного социального университета. Доктор исторических наук, профессор, академик РАН (2006). Заслуженный деятель науки Российской Федерации (1997). Лауреат премии Правительства Российской Федерации в области образования.

## Биография
Родился в 1947 году в селе Верхнесмородино Поныровского района Курской области. Школу окончил с золотой медалью. Окончил с отличием исторический факультет Воронежского ордена Ленина государственного университета имени Ленинского комсомола по специальности «История, с правом преподавания немецкого языка» (1970). Работал учителем истории и немецкого языка в воронежской средней школе № 64, затем ассистентом кафедры в Воронежском политехническом институте. После службы в армии (в ПВО) поступил в аспирантуру Воронежского университета. В 1979 году защитил диссертацию «Принцип коллективности партийного руководства и его освещение советской историографией 1956—1978 гг.» (специальность 07.00.01 — История Коммунистической партии Советского Союза) на соискание учёной степени кандидата исторических наук, поступил преподавателем в Воронежский политехнический институт. Представив в 1985 году в качестве докторской диссертации работу «Осуществление и развитие КПСС принципа демократического централизма: современная историография» (специальность 07.00.01 — История Коммунистической партии Советского Союза), стал профессором кафедры истории КПСС ВГПИ. С сентября 1987 года — руководитель кафедры партийного строительства московской Высшей партийной школы (впоследствии кафедра была переименована в кафедру теории и организации политической деятельности). В 1991 году МВПШ преобразовалась в Российский социально-политический институт ЦК КП РСФСР (с 1993 года — Московский государственный социальный университет, с 2004 года — Российский государственный социальный университет), ректором-основателем которого стал Жуков.
В 1999-2008 годах был членом комиссии по государственным наградам при Президенте РФ.
22 мая 2003 года избран членом-корреспондентом РАН по Отделению общественных наук (социология), с 25 мая 2006 года — действительный член РАН.
В 2010 году в речи на конференции, посвящённой историческому образованию, заявил, что «настало время реабилитации советского периода истории», позитивно процитировав при этом девиз из романа «1984»: «Кто контролирует прошлое, тот контролирует будущее», и пояснив: «В этих словах Оруэлла заложен сокровенный смысл той миссии, которая возложена на историческое образование». За эти высказывания подвергся резкой критике историков Игоря Курляндского и Никиты Петрова, которые расценили это, в частности, как призыв к прекращению публикаций архивных документов, уличающих Советскую власть[значимость факта?]. Позднее был научным консультантом В. Р. Мединского при защите и диссертации на соискание учёной степени доктора исторических наук по теме «Проблемы объективности в освещении российской истории второй половины XV—XVII вв.».
В 2011 году занял второе место в рейтинге наиболее богатых ректоров России. Его ежемесячный доход составлял 579 400 рублей.
В 2012 году избран членом Общественной палаты Центрального федерального округа.

## Научная деятельность
Основные направления исследований: социология, теория и организация политической деятельности, социальная история России, история и социология образования. Всего более 500 научных публикаций.
Научная и общественная деятельность академика Жукова отмечена наградами. Президент Российской Федерации В. В. Путин за большой вклад в научно-педагогическую деятельность и готовку высококвалифицированных специалистов наградил В. И. Жукова орденами «За заслуги перед Отечеством» IV степени (2000 год) и III степени (2006 год) и отметил благодарностью. В 2011 году награждён орденом РПЦ святого благоверного князя Даниила Московского II степени «во внимание к трудам в деле укрепления нравственных начал в сфере российского образования».
В. И. Жуков — член президиума ВАК России, вице-президент Национального общественного комитета «Российская семья», первый вице-президент Российской Академии социальных наук, президент Российской Академии социального образования, первый заместитель Председателя Общества российско-китайской дружбы, член Президиума Российской шахматной федерации, член научных советов при Председателе Совета Федерации Российской Федерации, главе Администрации Президента России, Полномочном представителе Президента России в Центральном федеральном округе и др.
Фигурант диссернета, как научный руководитель диссертаций с масштабными заимствованиями.

## Семья
Супруга — доктор физико-математических наук, профессор Галина Жукова, проректор РГСУ.
Старшая дочь — член-корреспондент РАО Лидия Федякина, в 2012—2014 годах — ректор РГСУ. 28 апреля 2014 года приказом министра образования и науки России Дмитрия Ливанова уволена с поста ректора. Одной из причин увольнения стал плагиат в докторской диссертации по педагогике.
Младшая дочь — Галина Жукова, до 17 июля 2014 года являлась самым молодым доктором экономических наук в России. В июле 2014 года Министерство образования и науки отреагировало на заявление сообщества «Диссернет» и приказом заместителя министра лишило Жукову учёной степени в связи с выявлением массовых фактов некорректных заимствований (плагиата) в её докторской диссертации, защищённой в РГСУ под научным руководством академика РАН Геннадия Осипова в период пребывания Василия Жукова в должности ректора и руководителя диссертационных советов РГСУ. После скандала, последовавшего за решением Министерства, покинула все занимаемые должности в вузах и экспертных советах.

## Основные работы
- Жуков В. И. Коллективность партийного руководства : Современная историография. Воронеж: Изд-во Воронеж. ун-та, 1985
- Жуков В. И. КПСС — политический авангард советского народа, инициатор и движущая сила перестройки : (Стеногр. лекции) М.: Правл. всесоюз. о-ва «Знание». Консультац. центр, 1989
- Жуков В. И. На этапе обновления : (КПСС в политической системе современного общества) : Стеногр. лекции / В. И. Жуков М.: Б. и., 1989
- Жуков В. И. Россия в глобальном мире: философия и социология преобразований.
- Жуков В. И. Социология социальной сферы. Хронограф.
- Жуков В. И., Жукова Г. С. Методология математического моделирования управления социальными процессами.
- Жуков В. И. НАСЛЕДСТВО или ДОБЫЧА: социология частного случая (документальное повествование).
- Жуков В. И. Университетское образование: история, социология, политика.
- Жуков В. И., Локосов В. В., Осипов Г. В. Социология трансформаций России в меняющемся мире.
- Жуков В. И. Российские преобразования: социология, экономика, политика.
- Жуков В. И. Национальное достояние или ведомственная добыча
- Социальные науки и социальное образование (научная школа члена-корреспондента РАН В. И. Жукова).
- Жуков В. И. Социальная история. Экономика. Политика: Библиографический указатель / Сост. Лаврионович Л. Л. и др.
- Жуков В. И. Реформы в России: 1985—1995 гг.
- Жуков В. И. Социологическое измерение российских преобразований. 1985—2001 годы.
- Жуков В. И. Российские преобразования: социология, экономика, политика. 1985—2001 годы.
- Жуков В. И. Российские реформы: социология, экономика, политика.
- Жуков В. И. Компаративистика в современной социологии: методологические и методические подходы.
- Жуков В. И. Высшая школа России: исторические и современные сюжеты.
- Жуков В. И. Российское образование: истоки, традиции, проблемы.
- Жуков В. И. На пороге третьего тысячелетия: социально — экономическое состояние и перспективы развития России.
- Жуков В. И. Глобализация. Глобализм. Россия: Доклад на втором международном социальном конгрессе «Россия в системе глобальных социальных координат» 25 ноября 2002 г.
- Жуков В. И. Некоторые аспекты социальной модернизации российского общества: доклад на VI Международном социальном конгрессе 25.11.2004 г.
- Жуков В. И. Социально-экономическая ситуация и социальная политика в России. (Библиотечка социального работника).
- Жуков В. И., Пилипенко Н. Н., Малека Ю. Н. Концепция инновационного развития образовательного процесса Московского государственного социального университета (МГСУ).
- Жуков В. И., Козлов А. Т. Россия, XX век. Общество и окружающая среда / Под редакцией академика РАЕН Н. А. Харченко
- Жуков В. И. Нашими приоритетами остаются — динамика развития, новые технологии, высокое качество образования: Материалы к годовому отчету (2002—2003 учебный год).
- Жуков В. И. Модернизация социальных отношений в России: замыслы, итоги, возможности.
- Жуков В. И. Отечественное социальное образование на рубеже веков.
- Жуков В. И. Потенциал человека: индекс социального развития россиян.
- Жуков В. И. Социальное образование и развитие цивилизации: диалектика зависимости.
- Жуков В. И. Социальное образование в России.
- Жуков В. И. Социальный НАБАТ (прим. Наркотики, Алкоголизм, Бандитизм, Аборты, Табакокурение)